# بيت الشقدري (السدة)

تعديل مصدري - تعديل

بيت الشقدري هي إحدى قرى عزلة وادي عصام بمديرية السدة التابعة لمحافظة إب، بلغ تعداد سكانها 363 نسمة حسب تعداد اليمن لعام 2004.